# Cerambícids
Els cerambícids o escarabats longicornis (Cerambycidae) són una família de coleòpters polífags amb antenes molt desenvolupades, sovint més llargues que el cos. És una de les grans famílies de coleòpters, amb 5232 gèneres i 30.079 espècies. Sovint presenten colors vistosos.
Els escarabats llargs es troben a tots els continents excepte a l'Antàrtida.

## Etimologia del nom
Cerambycidae prové d'una figura mitològica grega: després d'una discussió amb nimfes, el pastor Cerambe es transforma en un gran escarabat amb banyes.

## Història natural
Les larves són majoritàriament xilòfagues, és a dir, s'alimenten de fusta i per a això perforen troncs i llenya. Són importants agents reclicadors en els ecosistemes forestals. Uns pocs, com el corc gran (Hylotrupes bajulus), són considerats una plaga, perquè els corcs danyen mobles i bigues.

## Descripció
A part de la llarga longitud de l'antena típica, la característica distintiva més consistent dels adults d'aquesta família és que les preses antenals es troben en els tubercles baixos de la cara; altres escarabats amb antenes llargues no tenen aquests tubercles, i els cerambícids amb antenes curtes encara els posseeixen. D'altra banda, varien molt en mida, forma, estructura i coloració. Una sèrie d'espècies imiten les formigues, les abelles i les vespes, encara que la majoria d'espècies són de colors críptics. El escarabat tità (Titanus giganteus) del nord-est d'Amèrica del Sud sovint es considera l'insecte més gran (encara que no és el més pesat, ni el més llarg, amb les potes), amb una longitud corporal màxima coneguda de poc més de 17 cm.
Les larves fan entre 0,5 i 2,2 cm de llarg, de forma allargada i lleugerament esclerotitzades. El protòrax sovint està engrandit i els costats del cos tenen inflors laterals (ampolles). El cap sol estar retret al protòrax i porta peces bucals ben esclerotitzades. Les potes de les larves van des de moderadament desenvolupades fins a absents. Els espiracles són sempre anulars.

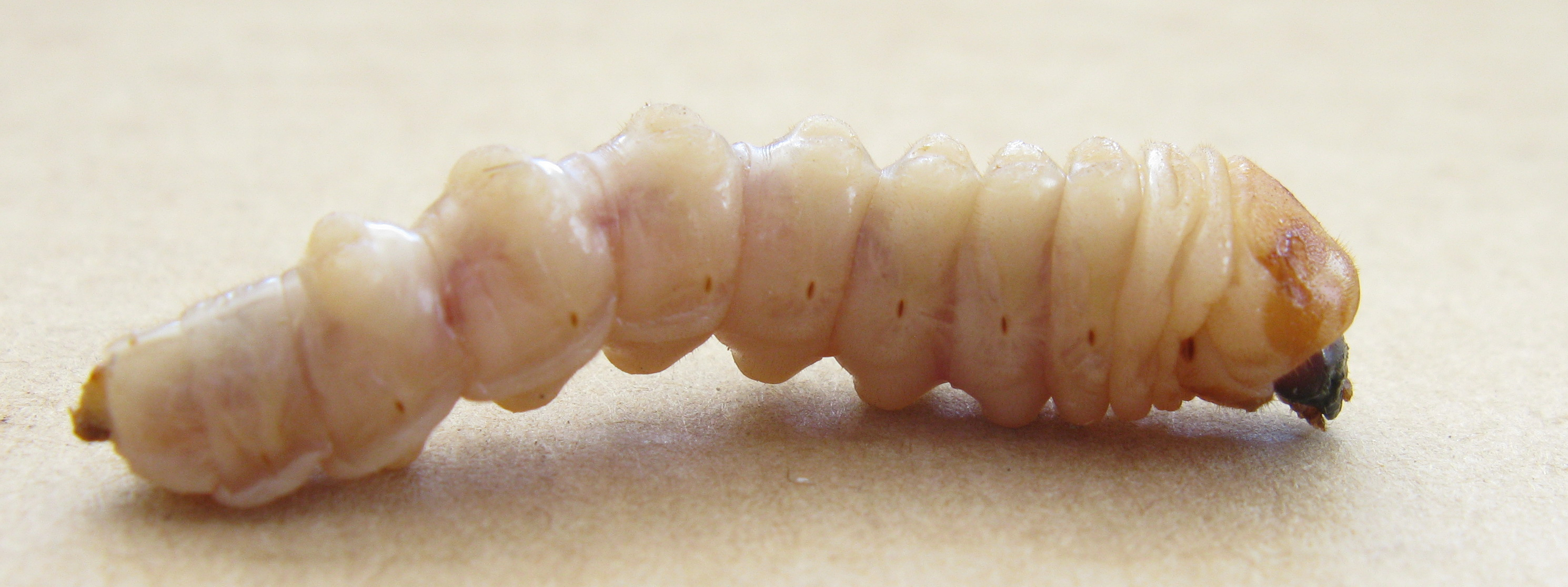
La larva del barrenador de la figuera, Phryneta spinator, té la forma típica de les larves de Cerambycidae, recta i sense potes, anomenat eruciforme àpòd, però en alguns dels seus segments té inflors que ajuden a la locomoció, especialment als túnels que mastega a través de la fusta.

## Biologia

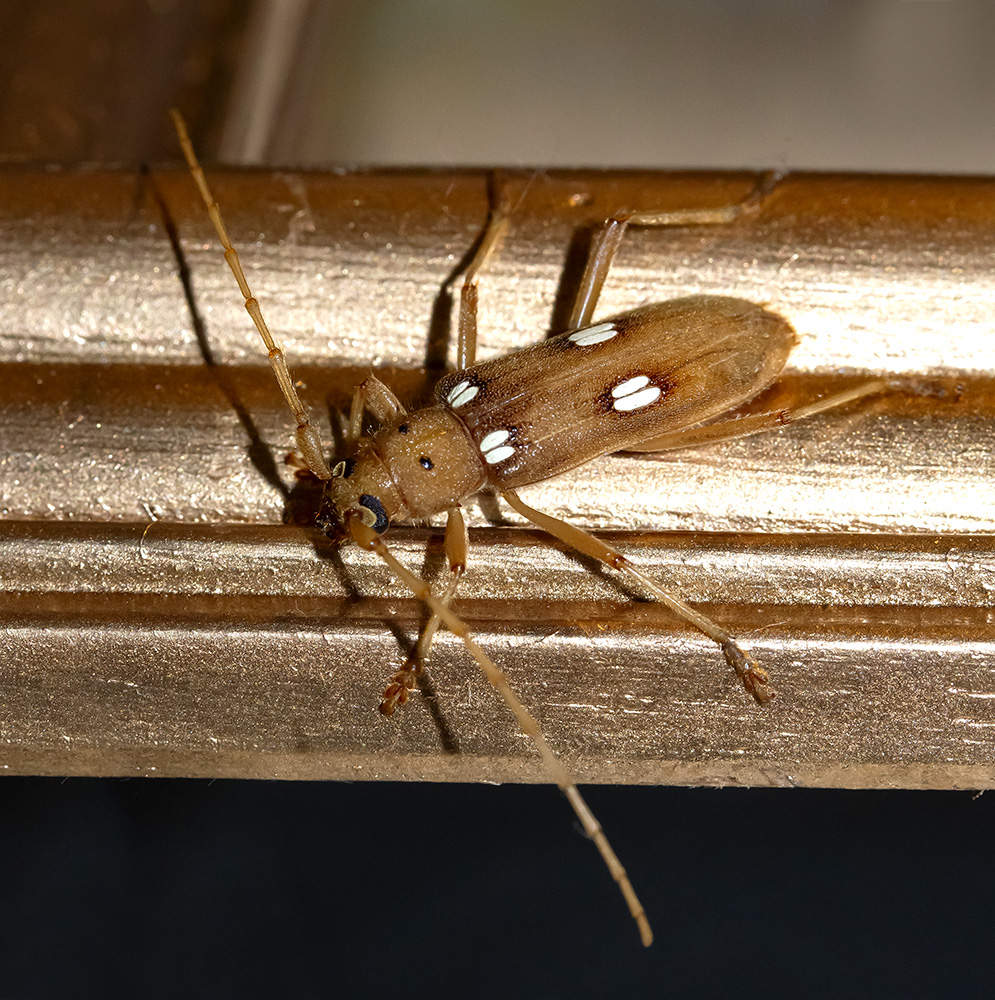
Eburia quadrigeminata, el barrenador marcat d'ivori

### Dieta
Totes les larves conegudes d'escarabats llargs s'alimenten de teixits vegetals, com ara tiges, troncs o arrels de plantes tant herbàcies com llenyoses, sovint en arbres ferits o febles. Algunes espècies són plagues greus. Les larves dels anomenats barrenadors de cap rodó, van perforar la fusta, on poden causar danys extensos als arbres vius o a la fusta no tractada (o, de tant en tant, a la fusta als edificis  el Corc gros, Hylotrupes bajulus, és un problema particular a l'interior).
Molts banyallargs localitzen i reconeixen hosts potencials detectant atractius químics, inclosos els monoterpens (compostos alliberats en massa per les plantes llenyoses quan estan estressats), etanol (un altre compost emès pel material vegetal danyat), i fins i tot les feromones de l'escarabat. Molts escarabats escolitins comparteixen el nínxol d'arbres debilitats o recentment morts del cerambícid; per tant, localitzant escolitins, també es pot localitzar un hoste adequat. L'arribada de larves de cerambícids és sovint perjudicial per a una població d'escolítids, ja que les larves de cerambícids normalment les competiran amb la seva mida i mobilitat més grans, o bé actuaran com a depredadors directes d'ells (aquesta última pràctica és menys comuna, però s'ha observat en diverses espècies, en particular Monochamus carolinensis). Al seu torn, s'ha trobat que els cerambícids tenen un paper important a l'hora d'atraure altres perforadors de la fusta cap a un hoste. Borgemeister, et al. 1998, va registrar que l'activitat cerambicida en branquetes encintades alliberava volàtils atractius per a alguns bostriquids, especialment Prostephanus truncatus. Alguns cerambícids, com ara els Arhopalus sp., estan adaptats per aprofitar els arbres recentment morts o ferits pels incendis forestals detectant i perseguint els volàtils del fum.
També s'alimenten els adults de Lamiinae, la majoria de Lepturinae i alguns Cerambycinae. Els adults de Parandrinae, Prioninae i Spondylidinae no s'alimenten. En aquells tàxons que s'alimenten d'adults, els aliments habituals són el nèctar, el pol·len, la fruita i els exsudats de saba. Alguns (principalment Lamiinae) s'alimenten d'escorça, tiges de plantes, agulles o cons en desenvolupament. Les arrels són consumides per les larves i, de vegades, també per a adults de Dorcadion que habita el sòl. Se sap que el gènere Leiopus s'alimenta de fongs. Finalment, el gènere Elytroleptus és inusual en tenir adults carnívors, que s'alimenten d'escarabats licids.

### Pol·linització
A més d'alimentar-se d'altres teixits vegetals, algunes espècies s'alimenten de pol·len o nèctar i poden actuar com a pol·linitzadors. Avaluar l'eficàcia dels pol·linitzadors d'escarabats és difícil. Fins i tot si es mostra la pol·linització d'una espècie per escarabats, aquest mateix escarabat també pot actuar com a depredador de flors cap a altres espècies. En alguns casos, els escarabats poden actuar com a pol·linitzadors i depredadors a les mateixes flors.
Les flors especialitzades en la pol·linització per escarabats solen mostrar un conjunt de trets particulars de Síndrome floral, però la pol·linització per escarabats no es limita a aquestes flors cantaridòfiles. Una revisió de la pol·linització d'angiospermes per escarabats mostra que Cerambycidae, juntament amb Curculionidae i Scarabaeidae, conté molts tàxons que són pol·linitzadors no només de sistemes especialitzats sinó també generalistes.
Se sap que els escarabats del gènere neozelandès Zorion s'alimenten de pol·len i tenen una estructura especialitzada similar a la dels cistells de pol·len que es troben a les abelles. Es creu que les espècies d'aquest gènere són espècies pol·linitzadores importants per a plantes autòctones com ara el  harakeke.
S'ha trobat que algunes espècies d'orquídies depenen en gran manera dels escarabats llargs per a la pol·linització. Es va trobar que l'espècie Alosterna tabacicolor és la principal pol·linitzadora d'una espècie d'orquídia rara (Dactylorhiza fuchsii) a Polònia. Una altra orquídia rara Disa forficaria trobada a la Regió Florística del Cap a Sud-àfrica, es basa en l'espècie Chorothyse hessei per a la pol·linització. D. forficaria utilitza engany sexual dirigit als mascles C. hessei, possiblement indicant una llarga història de coevolució amb pol·linitzadors d'escarabats llargs.

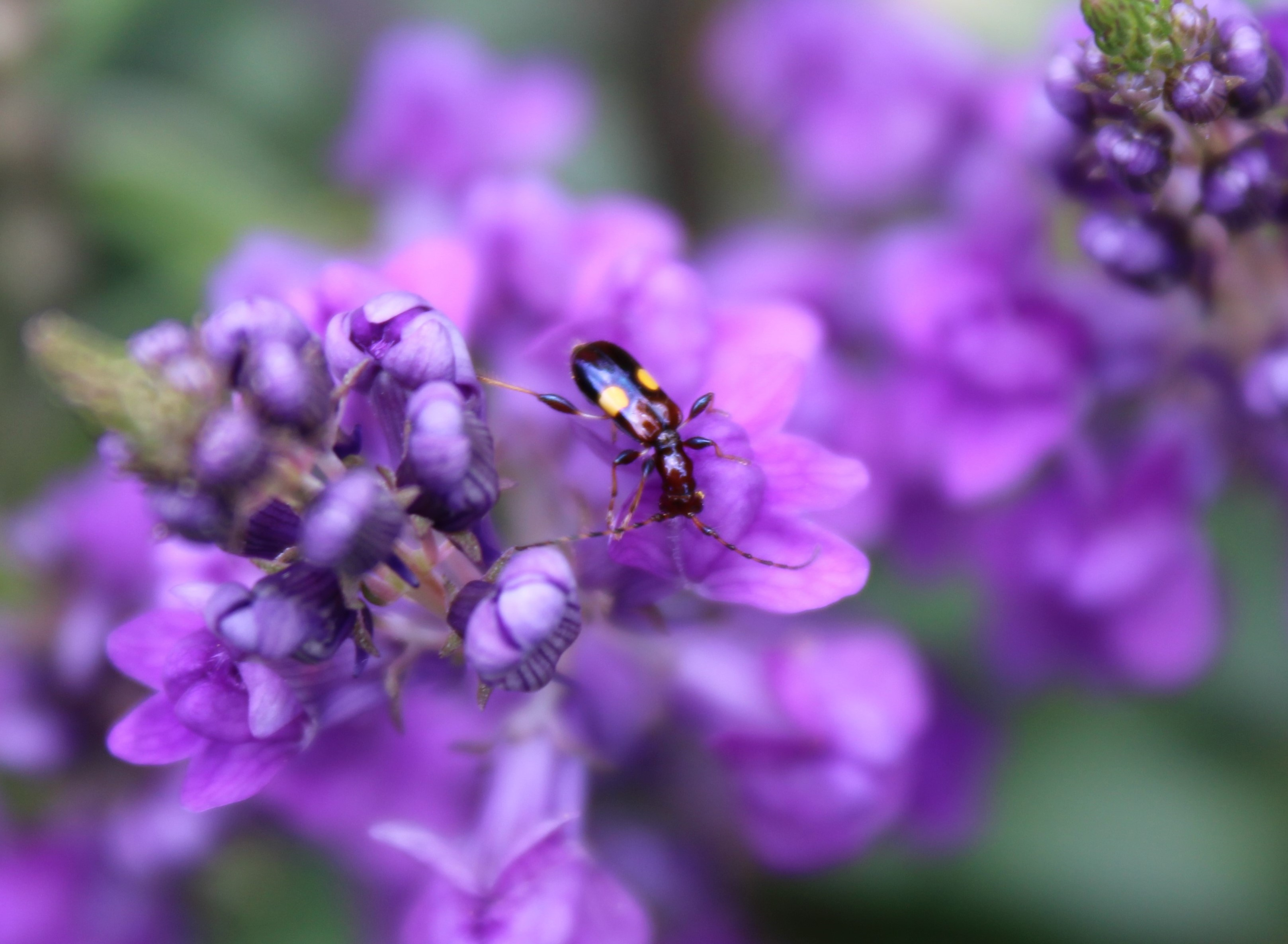
Espècie visitant flors, Zorion guttigerum.

Es desconeix la proporció d'espècies d'escarabats llargs que actuen com a pol·linitzadors. El fet que dues espècies d'espècies de subfamílies diferents (Lepturinae i Cerambycinae) es trobin a diferents continents amb un paper important com a pol·linitzador podria suggerir que una certa capacitat de pol·linització pot ser comuna entre els escarabats de banya llarga.

### Depredadors

#### Parasitoides
A Amèrica del Nord alguns ceràmbicids nadius són els hostes de Ontsira mellipes (una vespa parasitoide de la família Braconidae). O. mellipes pot ser útil per controlar una plaga forestal d'aquesta mateixa família, Anoplophora glabripennis, que és invasora a Amèrica del Nord.

## Taxonomia

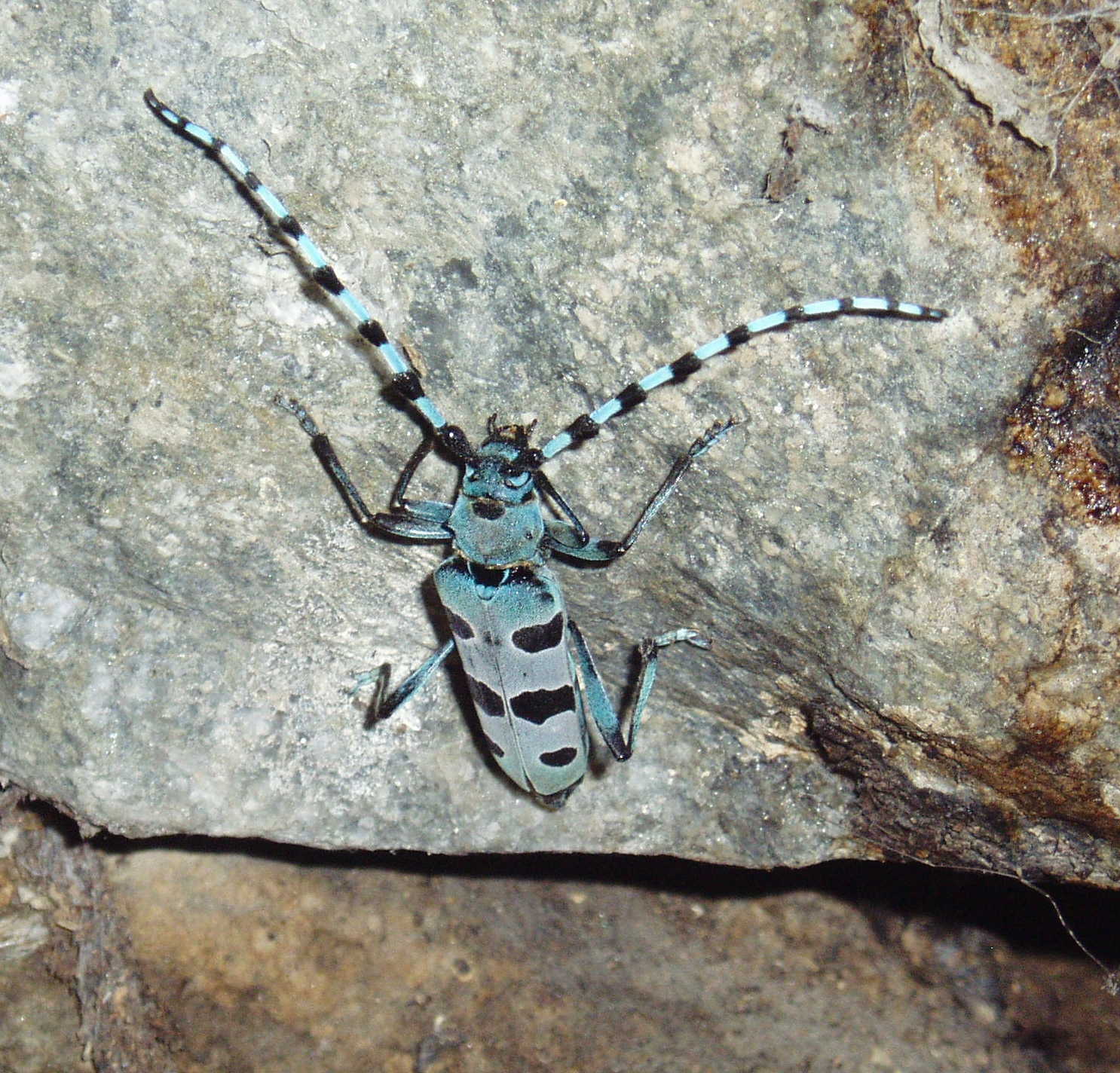
Rosalia alpina (Banyarriquer del faig) (Linné, 1758)

Els cerambícids es subdivideixen en 9 subfamílies:
- - Subfamília Parandrinae Blanchard, 1845
  - Subfamília Prioninae Latreille, 1802
  - Subfamília Lepturinae Latreille, 1802
  - Subfamília Spondylidinae Audinet-Serville, 1832
  - Subfamília Necydalinae Latreille, 1825
  - Subfamília Dorcasominae Lacordaire, 1868
  - Subfamília Apatophyseinae Lacordaire, 1869
  - Subfamília Cerambycinae Latreille, 1802
  - Subfamília Lamiinae Latreille, 1825

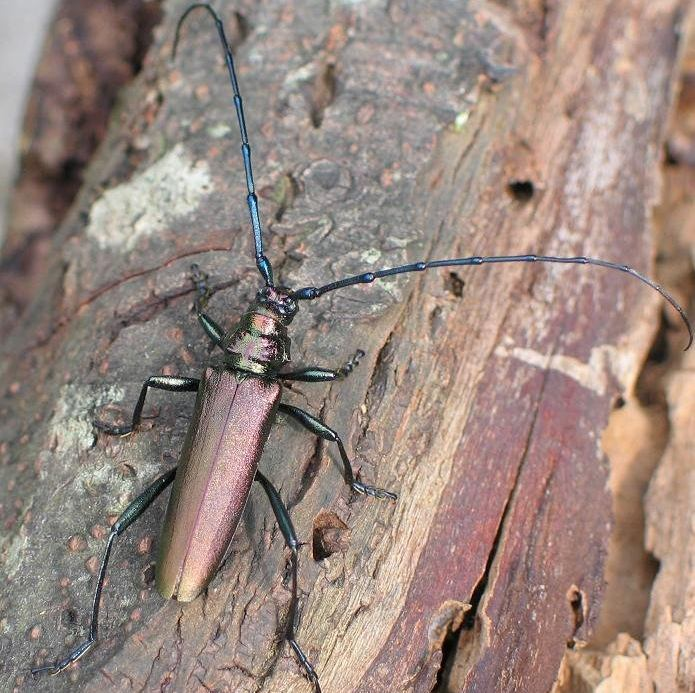
Aromia moschata

## Alguns dels gèneres i algunes espècies
- Moneilema
- Lachnia
- Aromia moschata - mosca d'olor
- Rosalia alpina - banyarriquer del faig
- Cerambyx cerdo - banyarriquer del roure
- Saperda carcharias - banyarriquer del pollancre
- Acanthocinus aedilis - banyarriquer del pi
- Clytus arietis
- Oberea linearis - Corc dels brots de l'avellaner
- Hylotrupes bajulus - Corc gran o corc de la fusta
- Titanus giganteus
- Trichoferus holosericeus